# Páni z Kamence
Páni z Kamence (původně Páni z Vesty) byli osterlandsko-míšeňský rod, který byl štaufským panovníkem Fridrichem I. Barbarossou dosazen do hornolužického Kamence, kde sídlil na zdejším hradu. Pod jejich patronací proběhla plánovitá výstavba města i založení kláštera Marienstern. V roce 1318 byl Kamenec i hrad obležen braniborským markrabětem Waldemarem, který donutil pány z Kamence město postoupit. Po smrti Waldemara přešlo město pod vládu českého krále Jana Lucemburského, což se projevilo změnou městského znaku, v němž byl štít pánů z Kamence s černým orlím křídlem nahrazen českým lvem. Po vzpouře měšťanstva proti městskému hradu a usedlosti pánů z Kamence a jejich vazalů v roce 1409 se Václav IV. přiklonil na stranu měšťanů a potrestal pány z Kamence faktickým vyvlastněním městského léna.

## Páni z Kamence v Horní Lužici
Rod Pánů z Kamence se původně nazýval z Vesty, což je jméno vesnice u Weißenfelsu. Od konce 12. století je doložen ve službách míšeňských markrabat (např. Burchart z Vesty, Syfrid z Vesty). Zakladatelem rodu usazeného v Kamenci byl Bernard I. z Vesty, který se v roce 1206 objevuje v listinách míšeňského markraběte Dětřicha. Tento Bernard byl v době christianizace Horní Lužice pověřen správou právě zakládaného města Kamence, které nechal plánovitě vystavět a založil zde také farní kostel. Město z dřevěných domů následně vyhořelo, načež bylo obnoveno jeho synem Bernardem II. z Kamence. 
V roce 1225 požádal Bernard II. generální kapitulu cisterciáckého řádu o povolení k založení ženského kláštera. Po své smrti v roce 1248 zanechal syny Witega I., Bernarda III. a Bernarda IV., kteří společně dne 13. října 1248 založili klášter cisterciaček Marienstern. Nejvýraznější osobností rodu byl bezesporu právě Bernard III., který se po studiích v Itálii stal míšeňským děkanem, proboštem a později biskupem a zároveň diplomatem na dvoře vratislavského vévody Jindřicha III. a poté na dvoře Oty Braniborského. Služby braniborského markraběte potom opustil a dal přednost Slezsku, kde se stal kancléřem vévody Jindřicha Probuse. Po vévodově náhlém skonu se Bernard III. z Kamence objevil na podzim 1290 na pražském královském dvoře a jako znalec slezsko-polských poměrů pomohl Václavu II. při expanzi do Polska. V Kamenci se roku 1295 zasadil o výstavbu špitálu Marie Magdalény. 
Na počátku 14. století měli páni z Kamence patronát nad kameneckou farností a klášterem Marienstern. V roce 1318 však po dobytí Kamence braniborským markrabětem Waldemarem tato práva ztratili a Kamenec se stal svobodným městem. Během krvavé noci v roce 1409 došlo ke konfliktu měšťanů a vazalů tohoto rodu, což Václav IV. vyřešil odebráním všech městských privilegií a trestem pro pány z Kamence ztrátou výsad po dobu dvou let a peněžitou sankcí, která znamenala fakticky vyvlastnění městského léna. 
V roce 1432 odprodal Boreš III. z Kamence městu rodový hrad na zámeckém vrchu (Schlossberg). Po ztrátě hradu páni z Kamence obývali své domy uvnitř města, a spravovali svá léna v obcích Bernstadt, Albernsdorf, Schönau, Berzdorf, Kiessdorf a Dittersbach, v panství Pulsnitz a vesnicích v sousedství kláštera Marienstern. Poslední pán z Kamence Kryštof pravděpodobně zemřel roku 1491 jako řádový rytíř v Prusku.

## Rodokmen
Bernard I. z Vesty, zakladatel Kamence († před r. 1220) ∞ Mabilia
- A1. Bernard II. z Kamence, obnovitel Kamence po požáru (1220, 1225, 1245, † před r. 1248) ∞ ?
  - B1. Witego I. (1248), spoluzakladatel kláštera Marienstern
    - C1. Jindřich I., na Kamenci, rytíř, 1272, v roce 1318 postoupil svou polovinu Kamence Waldemarovi Braniborskému ∞ Alžběta
      - D1. Neznámá dcera, 1318

    - C2. Witego II., na Kamenci, rytíř, 1282, fojt u markraběte braniborského, přišel o svou polovinu Kamence, 1319 obdržel Kamenec nazpět od Jana Lucemburského ∞ Richardis (z Koldic?)
      - D2. Witego III., 1317, 1318, 1334
      - D3. Boreš I., 1317, † před 1348
      - D4. Baltazar I., 1364, 1368
      - D5. Bernard VI., 1334, 1361, 1364, 1383 ∞ Kateřina z Donína
        - E4. Boreš III., 1395, 1410, v roce 1432 prodal rodový městský hrad v Kamenci, † 1438, jeho polovina panství Kamenec propadla koruně ∞ Anna

      - D6. Bernard VII. Colbuch, 1352, 1362, 1364, † před 1370 ∞ Markéta 1370
        - E5. Witego IV., 1371

      - D7. Alžběta, řádová sestra (Marienstern)
      - D8. Getrud, řádová sestra (Marienstern)

  - B2. Bernard III., 1248, hlavní zakladatel kláštera Marienstern, 1268 děkan, 1276 probošt, 1293 biskup míšeňský, † 1296
  - B3. Bernard IV., 1248, spoluzakladatel kláštera Marienstern, rytíř, vlastník Bernstadtu,† 1274 ∞ ?
    - C3. Bernard V., odprodal Bernstadt, 1298 fojt u markraběte Fridricha Míšeňského, 1301, 1310
    - C4. Otto I., biskup míšeňský, 1319
    - C5. Neznámá dcera ∞ Jindřich z Koldic
    - C6. Alžběta
    - C7-10. Mabilia, Anežka, Utha, Kateřina, řádové sestry (Marienstern)

  - B4. Mabilia?, řádová sestra (Marienstern)
  - B5. Anežka?, řádová sestra (Marienstern)
  - B6. Neznámá dcera ∞ Dirizslaus von Bycen, usedlosti v Čechách a ve Slezsku
    - C11-13. Dirsto, Rosto, Royto
- A2. Konrád (1220)
- A3. Volrad (1220)
- A4. Kunhuta (1220)
  -  ? E1. Jindřich II., 1334, 1364, 1374
    - F1. Witego V. (Witzmann), 1352, 1389. Od roku 1395 vlastník Pulsnitz, † 1415 ∞ Jutta
      - G1. Agáta, 1405, řádová sestra (Marienstern)
      - G2. Otto II., 1405, † 1415
      - G3. Zikmund, 1416, 1417
      - G4. Jindřich III., 1416, 1425 odprodal svůj díl Pulsnitz, od roku 1426 na Burkau, v roce 1440 se vzdal lenních práv nad svými vazaly v polovině panství Kamenec ∞ ?
        - H1. Vít, 1449, 1482, 1489,
        - H2. Kryštof, 1482, 1489, oba vlastnili část Lückensdorfu, Kryštof ji prodal v roce 1491. Pravděpodobně zemřel jako řádový rytíř v Prusku.

      - G5. Fredehelm II., 1416.
      - G6. Baltazar III., 1416, prodal svůj díl Pulsnitz, 1423, 1426. V roce 1463 údajně zemřel ve Zhořelci.
      - G7. Jan, 1416. V roce 1419 prodal svůj díl Pulsnitz; 1423

    - F2. Fredehelm I., 1389
    - F3. Markéta, 1352, řádová sestra (Marienstern)

  -  ? E2. Boreš II., 1348, 1352, 1358, 1362 ∞ Kunhuta
  -  ? E3. Baltazar II., 1397, 1407, 1410, 1411[2]